# Hoy y mañana
Hoy y mañana es una película argentina-española dramática de 2004 escrita y dirigida por Alejandro Chomski y protagonizada por Antonella Costa. Se estrenó el 18 de noviembre de 2004.

## Sinopsis
A sus 24 años, Paula tiene un objetivo en la vida, ser actriz. Sin embargo, hasta ahora sólo ha conseguido trabajar de camarera, y el salario que recibe ni siquiera le llega para pagar el alquiler. Necesita reunir, en 24 horas, el dinero necesario para pagarlo o acabará en la calle, sin futuro a su edad. Sin nadie a quien recurrir -su madre murió y su padre es un abogado obsesionado con mantener su pasado estatus social ya imposible en la Argentina actual- y desesperada, Paula piensa en la prostitución. Pero ni siquiera eso ofrece salidas. Por el camino se encontrará con un fracaso, un desencuentro y un entorno hostil, pero no está dispuesta a desfallecer, aunque sólo queden unas horas para el colapso total de su vida. La eterna crisis argentina vista esta vez desde la perspectiva de una joven que apenas está aprendiendo a sobrevivir.

## Reparto
Participaron del filme los siguientes intérpretes:
- Antonella Costa	...	Paula
- Carlos Lipsic
- Romina Ricci
- Horacio Acosta
- Ricardo Merkin
- Francisco Nápoli
- Sebastian Rotstein	...	Barman
- Sergio Álvarez ... Nicolás
- Carlos Durañona
- Víctor Hugo Carrizo
- Daniel Toppino  ... Ricardo
- Leonora Balcarce
- Manuel Navarro
- Violeta Naón
- Marina Tamar
- Colorado Fabian Mell... Portero Boliche
- Juan Cruz Bordeu  ... Juan
- Abain Vainstein  ... Osvaldo